# Pour l'amour de Benji
Pour les articles homonymes, voir Benji.
Pour plus de détails, voir Fiche technique et Distribution.
Pour l'amour de Benji (For the Love of Benji) est un film américain réalisé par Joe Camp. Sorti en 1977, il est la suite de Benji.

## Fiche technique
- Titre original : For the Love of Benji
- Titre français : Pour l’amour de Benji
- Réalisation : Joe Camp
- Scénario : Joe Camp,  Ben Vaughn
- Direction artistique : Jack Bennett
- Décors : Harlan Wright
- Photographie : Don Reddy
- Montage : Leon Seith
- Musique : Euel Box
  - Paroles : Euel Box, Betty Box
- Production : Ben Vaughn
- Société de production : Mulberry Square Production
- Langue originale : anglais
- Format : Couleurs - 35 mm - 1,85:1 - Mono
- Durée : 85 minutes
- Dates de sortie :
  - États-Unis : 10 juin 1977
  - France : 18 mai 1992 (VHS)
- Producteur associé : Erwin Hearne, Ed Vanston
- Producteur exécutif : Joe Camp
- Pays d'origine : États-Unis
- Genre : Drame

## Distribution
- Benjean : Benji
- Patsy Garrett : Mary
- Cynthia Smith : Cindy
- Allen Fiuzat: Paul
- Ed Nelson : Chandler Dietrich
- Art Vasil :  Stelios
- Peter Bowles : Ronald
- Bridget Armstrong : Elizabeth

## Sources
- (en) Cet article est partiellement ou en totalité issu de l’article de Wikipédia en anglais intitulé « For the Love of Benji » (voir la liste des auteurs).